# Glande parotoïde
Pour les glandes salivaires humaines, voir Glande parotide.

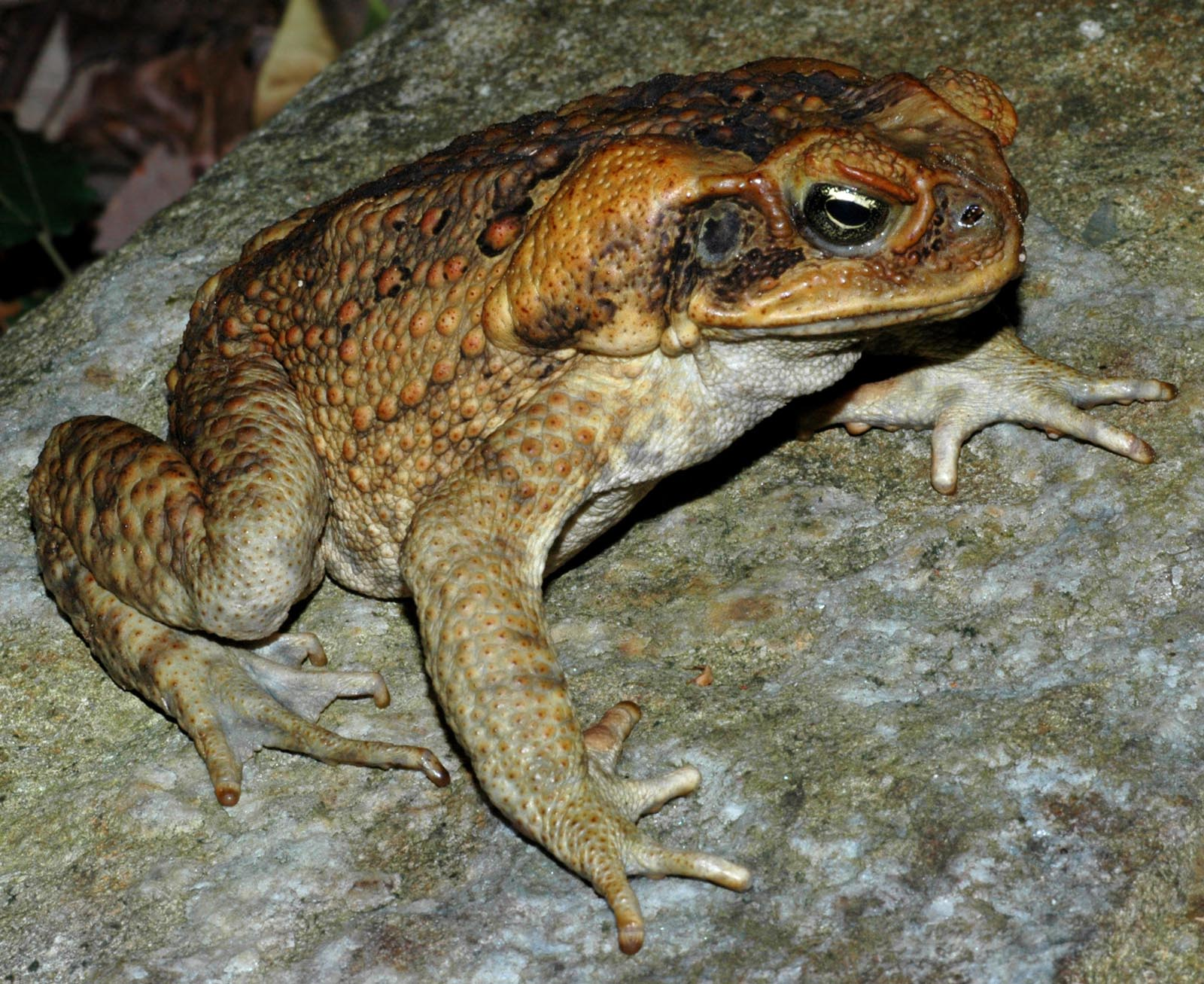
Les glandes parotoïdes sont bien visibles juste au-dessus de l'oreille, chez ce crapaud buffle (Bufo marinus), une espèce dont les invasions biologiques semblent avoir été facilitées par sa toxicité (à l'état d'adulte et de têtard)

Les glandes parotoïdes sont des glandes exocrines sous-cutanées situées sur le dos, le cou et les épaules de certains crapauds et salamandres. 

## Fonctions
Ces glandes sécrètent une substance (parfois laiteuse) qui contient des alcaloïdes servant à tuer ou dissuader les prédateurs. 
La substance produite agit comme une neurotoxine lorsqu'elle pénètre l'organisme d'un éventuel prédateur.